# Walnut Creek (BART)
Walnut Creek es una estación en la línea Pittsburg/Bay Point–SFO/Millbrae del BART. La estación se encuentra localizada en 200 Ygnacio Valley Road en Walnut Creek, California. La estación Walnut Creek fue inaugurada el 21 de mayo de 1973. El Distrito de Transporte Rápido del Área de la Bahía es la encargada por el mantenimiento y administración de la estación.

## Descripción
La estación Walnut Creek cuenta con 2 plataformas laterales y 2 vías. La estación también cuenta con 2,089 de espacios de aparcamiento.

## Conexiones
La estación es abastecida por las siguientes conexiones de autobuses: 
- County Connection: *1
- 2
- 4 (Servicio gratuito al Centro de Walnut Creek y Broadway Plaza Shopping Center)
- 5
- 7
- 9
- 15
- 21
- 25
- 93X Kirker Pass Express
- 95X San Ramon Express vía I-680
- 96X Bishop Ranch Express (Sur) vía I-680
- 98X Martínez/Walnut Creek Express
- 301 (fines de semana)
- 311 (fines de semana)
- 321 (fines de semana)

Fairfield/Suisun Transit
- 40

Vallejo Transit
- 78

WHEELS
- 70X